# Mikorzyn (powiat koniński)
Mikorzyn – wieś w Polsce położona w województwie wielkopolskim, w powiecie konińskim, w gminie Ślesin, przy drodze krajowej 25.
W latach 1975–1998 miejscowość należała administracyjnie do województwa konińskiego.
Mikorzyn położony jest nad Jeziorem Mikorzyńskim oraz jeziorem tworzącym się w wyrobisku Kopalni Węgla Brunatnego Konin. Nad brzegami Jeziora Mikorzyńskiego położone są ośrodki szkoleniowo-wypoczynkowe, min. Wityng, Hotel Mikorzyn oraz domki letniskowe.
Tereny ośrodków wypoczynkowych pokryte są parkami, a na obszarze jednego z nich znajduje się zabytkowy pałac - była siedziba m.in. Alfreda Wierusz Kowalskiego, który na terenie swojego majątku prowadził hodowlę wilków.

## Historia
Pierwsza wzmianka o istnieniu Mikorzyna pochodzi z 1394 roku. 
W majątku Mikorzyn urodziła się Aniela Milewska (1841-1896) - pisarka i publicystka epoki pozytywizmu.
22 marca 1863 roku niedaleko wsi walczył z Rosjanami oddział powstańczy dowodzony przez Kazimierza Mielęckiego. Podczas powstania styczniowego w Mikorzynie znajdował się szpital dla rannych powstańców. 
Z historią Mikorzyna związane są trzy legendy: O pięknej Klarze z Mikorzyna i Białym Rycerzu, O Semku i Marsze i związana z nazwą wsi.